# Schloss Gaienhofen – Evangelische Schule am Bodensee
Schloss Gaienhofen – Evangelische Schule am Bodensee ist eine Schule in Gaienhofen im Landkreis Konstanz in Baden-Württemberg. Sie wurde 1946 als Internat gegründet und befindet sich zusammen mit dem Ambrosius-Blarer-Gymnasium auf dem Gelände des Schloss Gaienhofen direkt am Ufer des Bodensees. Mit der Schließung des Internatsbetriebs 2013 gab sich die Schule den Namen Schloss Gaienhofen – Evangelische Schule am Bodensee. Das Schulzentrum besteht heute aus dem Gymnasium mit einem allgemeinbildenden Zweig, einem Sozialwissenschaftlichen Gymnasium, einem Wirtschaftsgymnasium, einem Aufbaugymnasium sowie aus einer Realschule. Es ist staatlich anerkannt und verfolgt einen kirchlichen Erziehungsauftrag.

## Lage
Das Schloss wurde auf der Halbinsel Höri in Uferrandlage am Bodensee errichtet. Die Stelle wurde dabei strategisch günstig direkt am Untersee gewählt, wo sich der Bodensee zum Rhein hin verengt.

## Geschichte
1903 wurde Schloss Gaienhofen an Georg von Petersenn, Professor an der Musikhochschule Berlin, verpachtet. Das 1900 in Stolpe am Wannsee gegründete Deutsche Landerziehungsheim für Mädchen (D.L.E.H.f.M.), das sich in der Konzeption an den Grundsätzen des Reformpädagogen Hermann Lietz orientiert, wurde 1904 nach Gaienhofen verlegt. Der Gründung durch Bertha von Petersenn lag die Idee zugrunde, Mädchen durch eine vielseitige Ausbildung zu Selbstständigkeit und Berufstätigkeit zu befähigen. Das D.L.E.H.f.M. wurde von deren Tochter Jutta von Petersenn geleitet. 1906 kaufte Georg von Petersenn das Schloss, 1911 heiratete seine Tochter Hermann Lietz. Unter der Leitung von Alfred Andreesen ließen die Beziehungen der D.L.E.H.f.M. zum Landerziehungsheim für Mädchen in Gaienhofen zunehmend nach. Am 8. Juni 1925 kam es zu einem schweren Brand im Schloss. Das ausgebrannte Landerziehungsheim wurde danach wieder aufgebaut und nach dem Verkauf an Elisabeth Müller aus Flensburg bis 1944 weitergeführt. Erst 1933 wurde der erste Junge in das bisher nur von Mädchen besuchte Internat aufgenommen. In den Kriegswirren des Zweiten Weltkriegs gab es keinen geregelten Schulunterricht.
Im Jahr 1946, ein Jahr nach Kriegsende, wurde durch Bestrebungen des Konstanzer Pfarrers Hermann Senges und des Konstanzer Dekans Friedrich Mono der Schulverein der Evangelischen Internatsschule (heutiger Schulträger: Schulstiftung der Evangelischen Landeskirche in Baden) gebeten, die Trägerschaft und Verantwortung für das Internat zu übernehmen – die Evangelische Internatsschule Schloss Gaienhofen war gegründet. Die Schule nahm viele Flüchtlingskinder auf. Die Schüler waren sowohl evangelischer als auch katholischer Konfession. Im Jahr 1951 verließ der erste Abiturientenjahrgang die Schule. 1952 erwarb die Evangelische Landeskirche das Schloss.
Der Evangelischen Internatsschule diente das zu diesem Zweck mehrfach veränderte und um neue Bauten ergänzte Schloss zuletzt als Internatshaus für Mädchen. Das Internat war in mehrere Gebäude im ganzen Dorf verteilt, wobei die Heime nach Geschlecht und auch nach Altersstufen getrennt waren.
Das Schloss Gaienhofen und der Uferabschnitt waren nicht öffentlich zugänglich.

## Missbrauchsvorwürfe
Am 11. März 2010 gab die Schulstiftung der Evangelischen Kirche in Baden in einer Presseerklärung bekannt, dass fünf Heimerzieher bzw. Lehrkräfte des Internats in Gaienhofen im Zeitraum seit Anfang der 60-er Jahre entlassen [wurden], weil ihnen sexueller Missbrauch bzw. in einem Fall der Besitz von Kinderpornographie vorgeworfen wurde. In einer Mitteilung an die ehemaligen Schüler des Internates spricht Oberkirchenrat Christoph Schneider-Harpprecht davon, dass die Landeskirche eine Arbeitsgruppe zur Klärung der Verdachtsfälle eingerichtet habe.
Der Schriftsteller Bodo Kirchhoff berichtete im Spiegel davon, wie er 1960 als Zwölfjähriger von einem Lehrer wiederholt sexuell missbraucht wurde. Er sei häufig unter Vorwänden in das Zimmer des Kantors gerufen und dort oral missbraucht worden. „Doktorspiele, Ferkeleien, unausgegorener Sex“ seien ihm dort widerfahren.